# Messier 60
Messier 60 hoặc M60, còn được gọi là NGC 4649, là một thiên hà hình elip cách chúng ta xấp xỉ 57  triệu năm ánh sáng trong chòm sao xích đạo Xử Nữ. Cùng với NGC 4647, nó tạo thành một cặp được gọi là Arp 116. Messier 60 và thiên hà xoắn ốc gần đó Messier 59 đều được Johann Gottfried Koehler phát hiện vào tháng 4 năm 1779 trong quá trình quan sát một sao chổi trên cùng một phần của bầu trời. Charles Messier đã thêm cả hai vào danh mục của mình khoảng ba ngày sau phát hiện của Koehler.

## Đặc điểm
Đây là một thiên hà hình elip loại E1/2 (E1.5), mặc dù một số nguồn phân loại nó là S0 - một thiên hà dạng hạt đậu. Nó thuộc lớp E2 cho thấy độ phẳng 20%, có bề ngoài gần tròn. Các isophote của thiên hà có hình hộp, thay vì các hình elip đơn giản. Tỷ lệ khối lượng ánh sáng là gần 9,5 không đổi trong dải V (trực quan) của hệ thống UBV. Thiên hà có bán kính hiệu dụng là 128″ (khoảng 10   kpc ), với khối lượng ước tính ~ 10 12 khối lượng Mặt Trời trong vòng ba lần bán kính đó, trong đó gần một nửa là vật chất tối. Khối lượng ước tính từ phát xạ tia X là 10±01 M☉ trong vòng 5 bán kính hiệu dụng.

### Hố đen siêu lớn
Ở trung tâm của M60 là một lỗ đen siêu lớn (SMBH) 45±10   tỷ khối lượng mặt trời, một trong những khối lớn nhất từng được tìm thấy. Nó hiện không hoạt động. Phát xạ tia X từ thiên hà cho thấy một khoang được tạo ra bởi các tia  phát ra từ lỗ hổng trong các giai đoạn hoạt động trong quá khứ, tương ứng với các sóng vô tuyến yếu.Công suất cần thiết để tạo các tính năng này nằm trong phạm vi 6×1041 erg·s−1.

## Siêu tân tinh
Năm 2004, siêu tân tinh SN 2004W đã được quan sát thấy trong Messier 60. Đó là siêu tân tinh loại 1a nằm ở vị trí 516 giây cung tây và 787 giây cung phía nam của hạt nhân thiên hà.

## Môi trường
M60 là thiên hà hình elip khổng lồ sáng thứ ba trong cụm thiên hà Xử Nữ và là thành viên chi phối của một thiên hà gồm bốn thiên hà, nhóm M60, là nhóm thiên hà nhỏ gọn được biết đến gần nhất. Nó có một số thiên hà vệ tinh, một trong số chúng là thiên hà lùn siêu nhỏ M60-UCD1, được phát hiện vào năm 2013. Chuyển động của M60 qua môi trường xen kẽ dẫn đến việc thoát khí áp suất nén từ quầng sáng bên ngoài của thiên hà, vượt ra ngoài bán kính 12 kpc.